# Jacob Moleschott
Jacobus Albertus Willebrordus Moleschott ('s-Hertogenbosch, 9 augustus 1822 – Rome, 20 mei 1893) was een Nederlands arts, fysioloog en hoogleraar.

## Opleiding
Moleschott behaalde op 22 januari 1845 zijn doctoraat in de genees-, heel- en  verloskunde aan de Universiteit Utrecht; zijn Kritiek van Liebig's theorie der voeding van de plant was toen al door Teylers Genootschap bekroond; voor de beloning, vierhonderd gulden, kocht Moleschott zijn eerste microscoop. Zijn studievriend in deze tijd was J.W.R. Tilanus.

## Loopbaan
Moleschott vertrok naar Heidelberg waar hij zijn Lehre der Nahrungsmittel für das Volk en Kreislauf des Lebens publiceerde. De regering van Baden ontzegde, naar aanleiding van laatstgenoemd geschrift, Moleschott, op 26 juli 1854, de bevoegdheid om college te geven, maar desalniettemin had het boek toen al vijf drukken beleefd. Moleschott werd nu hoogleraar in de fysiologie te Zürich (21 juni 1856); op 16 december 1861 werd hij hoogleraar aan de hogeschool van Turijn. Angelo de Grubernatis (hoogleraar te Florence) noemde hem un des chefs de l'école médicinale moderne; Victor Emanuel II van Italië benoemde hem in 1876 tot Senator van het Rijk. In 1879 werd Moleschott benoemd tot hoogleraar aan de "Sapienza", alwaar hij omringd was met mensen als Pasquale Stanislao Mancini, Francesco de Sanctis, Giuseppe Zanardelli, Ubaldino Peruzzi enz.

## Maatschappelijke betrokkenheid en receptie
In 1848 deed Moleschott een geschrift uitgaan, waarin hij bepleitte dat hoogleraren niet langer benoemd zouden moeten worden in dienst van een kerkelijke partij maar in het belang van de wetenschap. Hij was in die tijd ook een voorstander van de staatkundige vereniging van Nederland met Duitsland, maar herriep dit standpunt in 1870.
Hij wordt beschouwd als een van Nederlands meest oorspronkelijke denkers in de 19e eeuw. Zijn denken kan worden gekarakteriseerd met 'atheïstisch materialisme'. Hoewel hij uit zichzelf het lidmaatschap van de vrijdenkersvereniging De Dageraad nooit heeft gezocht aanvaardde hij in 1892 het erelidmaatschap van die vereniging.
Van hem is het bekende woord afkomstig: "Ohne Phosphor keine Gedanken" ('zonder fosfor geen gedachten').

## Oeuvre
- 1850. Physiologie der Nahrungsmittel
- 1851. Physiologie des Stoffwechsels in Pflanzen und Thieren
- 1855  Der Kreislauf des Lebens
- 1856-1893. Untersuchungen zur Naturlehre des Menschen und der tiere
- 1858. Lehre der Nahrungsmittel
- 1861-1867. Sulla vita umana
- 1861. Physiologisches Skizzenbuch
- 1864. Consigli e conforti nei tempi di colera
- 1879. Sull' influenza della luce mista e cromatica nell' esalazione di acido carbonico per l'organismo animale
- 1894. Für meine Freunde